# Greg Losey
Robert Gregory Losey (Oakland, 9 de fevereiro de 1950 - San Antonio) é um ex-pentatleta estadunidense medalhista olímpico.

## Carreira
Greg Losey representou seu país nos Jogos Olímpicos de 1984, na qual conquistou a medalha de prata, por equipes em 1984.